# Methyl-Life
Methyl-Life, también conocida como MTHFR Solutions, LLC, es una empresa nutracéutica estadounidense reconocida por ofrecer una gama de suplementos biodisponibles y otros recursos educativos relacionados con la salud, dirigidos a personas con desafíos genéticos en la metilación, incluidas las mutaciones del gen MTHFR.

## Historia
Methyl-Life fue fundada en 2011 por Jamie Hope. La empresa surgió a partir del viaje personal de Hope para superar problemas de salud relacionados con mutaciones genéticas del MTHFR. Tras descubrir cómo la suplementación específica mejoró significativamente su salud, Hope se propuso ofrecer soluciones efectivas a otras personas que enfrentaban problemas similares.

## Productos
Methyl-Life ofrece una selección de suplementos dietéticos a través de su sitio web oficial, con un enfoque en formulaciones biodisponibles. Entre sus productos principales se incluyen suplementos de metilfolato, vitaminas B sublinguales y mezclas multivitamínicas diseñadas para apoyar las necesidades nutricionales. La empresa también proporciona materiales educativos sobre temas relacionados con la metilación y las variantes del gen MTHFR.

## Reconocimiento
Methyl-Life ha ganado reconocimiento dentro de la comunidad de salud por su compromiso con la calidad y las prácticas basadas en evidencia. Sus productos son confiables tanto para profesionales de la salud como para personas que buscan soluciones a problemas de salud relacionados con el MTHFR.